# Sandalus pubescens
Sandalus pubescens is een keversoort uit de familie Rhipiceridae. De wetenschappelijke naam van de soort is voor het eerst geldig gepubliceerd in 1926 door Pic.